# Воля-Пшедборська
Воля-Пшедборська (пол. Wola Przedborska) — село в Польщі, у гміні Пшедбуж Радомщанського повіту Лодзинського воєводства.
Населення — 160 осіб (2011).
У 1975-1998 роках село належало до Пйотрковського воєводства.

## Демографія
Демографічна структура станом на 31 березня 2011 року:
|          | Загалом | Допрацездатний вік | Працездатний вік | Постпрацездатний вік |
| -------- | ------- | ------------------ | ---------------- | -------------------- |
| Чоловіки | 77      | 13                 | 55               | 9                    |
| Жінки    | 83      | 14                 | 44               | 25                   |
| Разом    | 160     | 27                 | 99               | 34                   |